# Rubus andicola
Rubus andicola är en rosväxtart som beskrevs av Wilhelm Olbers Focke. Rubus andicola ingår i släktet rubusar, och familjen rosväxter. Inga underarter finns listade i Catalogue of Life.